# لین من تینگ
لین من تینگ (انگلیسی: Lin Man-ting؛ زادهٔ ۱۰ ژوئیهٔ ۱۹۹۰) بازیکن فوتبال اهل چین است.
وی همچنین در تیم‌های ملی فوتبال Chinese Taipei women's national under-19 football team، زنان تایوان، و Chinese Taipei women's national futsal team بازی کرده‌است.